# Ptinella denticollis
Ptinella denticollis é uma espécie de insetos coleópteros polífagos pertencente à família Ptiliidae.
A autoridade científica da espécie é Fairmaire, tendo sido descrita no ano de 1857.
Trata-se de uma espécie presente no território português.